# 第43海兵歩兵大隊 (フランス軍)
第43海兵歩兵大隊（だいよんじゅうさんかいへいほへいだいたい、43e bataillon d'infanterie de marine：43e BIMa）は、コートジボワール共和国アビジャンに駐屯する、FFCI隷下のフランス陸軍海兵隊の歩兵大隊である。
兵種は歩兵、伝統的区分は海兵隊である。

## 沿革
- 1978年：第43海兵大隊が編成される。
- 2009年6月3日：解隊される。

## 解隊時の部隊編成
- 大隊本部
- 本部管理中隊
- 戦車中隊 - ERC 90
- 歩兵中隊 - VAB

### 定員
- 連隊の人員構成は、約400名からなる。
- ERC 90を12両を装備する。

## 主要装備
- GIAT BM92-G1
- FA-MAS
- FR-F2
- AAT-F1
- AA-52
- 12.7mm重機関銃
- ERYX
- ミラン
- ERC 90
- VAB
- VAL
- P4
- TRM 2000